# 18 февруари
18 февруари е 49-ият ден в годината според григорианския календар. Остават 316 дни до края на годината (317 през високосна).

## Събития
- 1229 г. – Съгласно договор между императора на Свещената Римска империя Фридрих II и египетския султан Ал-Камил, християнските поклонници получават право да посещават Йерусалим, Витлеем и Назарет.
- 1688 г. – Сектата на менонитите в Пенсилвания първа осъжда робството в Северна Америка.
- 1856 г. – В Цариград е обнародван султанският реформаторски указ Хатихумаюн.
- 1861 г. – Виктор Емануил II става първият крал на Италия.
- 1873 г. – Българският революционер Васил Левски е обесен в покрайнините на София. Днес тази годишнина официално се чества на 19 февруари.
- 1909 г. – Приет е Закона за народното просвещение, останал в сила около 40 години.
- 1919 г. – Извършен е неуспешен опит за покушение срещу премиера на Франция Жорж Клемансо.
- 1929 г. – Обявени са първите Награди на Академията.
- 1930 г. – Американският астроном Клайд Томбо открива Плутон.
- 1932 г. – Япония създава марионетен режим в Манджурия и обявява територията за независима от Китай.
- 1942 г. – Най-голямата подводница в света – Сюркуф (Франция), потъва в Атлантическия океан.
- 1945 г. – Варненските футболни клубове Тича и Владислав се обединяват в „ТВ-45“ (Тича – Владислав 45), предшественик на днешния ФК Черно море.
- 1952 г. – Гърция и Турция стават членове на НАТО.
- 1960 г. – В Скуо Вали (Калифорния) са открити VIII зимни олимпийски игри.
- 1965 г. – Гамбия получава независимост от Великобритания.
- 1968 г. – Китаристът Дейвид Гилмор заменя Сид Барет в групата Пинк Флойд.
- 1972 г. – Върховният съд на щата Калифорния отменя смъртното наказание.
- 1980 г. – Израел открива първото си посолство в арабска държава – Египет.
- 1987 г. – В Ирландия Чарли Хоги е избран за министър-председател.
- 1999 г. – XXXVIII народно събрание ратифицира „Рамковата конвенция за малцинствата“.
- 2003 г. – При пожар в метрото на Тегу (четвъртия по големина град на Южна Корея) загиват 198 и са ранени 147 души.

## Родени
- 1516 г. – Мария I Тюдор, кралица на Англия († 1558 г.)
- 1626 г. – Франческо Реди, италиански лекар, натуралист и поет (* 1697 г.)
- 1745 г. – Алесандро Волта, италиански физик († 1827 г.)
- 1780 г. – Алексей Венецианов, руски живописец († 1847 г.)
- 1825 г. – Мор Йокаи, унгарски писател († 1904 г.)
- 1836 г. – Шри Рамакришна, индийски гуру († 1886 г.)
- 1838 г. – Ернст Мах, австрийски физик († 1916 г.)
- 1848 г. – Луис Комфорт Тифани, американски художник († 1933 г.)
- 1857 г. – Петър Габе, общественик († 1927 г.)
- 1872 г. – Иван Кюлев, български учител († 1956 г.)
- 1883 г. – Никос Казандзакис, гръцки писател († 1957 г.)
- 1886 г. – Любомир Чакалов, български математик († 1963 г.)
- 1895 г. – Семьон Тимошенко, съветски маршал († 1970 г.)
- 1897 г. – Иван Милев, български художник († 1927 г.)
- 1898 г. – Енцо Ферари, италиански автомобилен пилот († 1988 г.)
- 1903 г. – Николай Подгорни, съветски политик († 1983 г.)
- 1919 г. – Джак Паланс, американски актьор и боксьор († 2006 г.)
- 1921 г. – Милко Борисов, български физик († 1988 г.)
- 1929 г. – Андре Матьо, канадски пианист и композитор († 1968 г.)
- 1931 г. – Надежда Драгова, български литературовед и драматург
- 1931 г. – Тони Морисън, американска писателка, Нобелова лауреатка през 1993 г. († 2019 г.)
- 1932 г. – Милош Форман, американски режисьор († 2018 г.)
- 1933 г. – Йоко Оно, американска поп певица
- 1933 г. – Боби Робсън, английски футболист († 2009 г.)
- 1936 г. – Джийн Оел, американска писателка
- 1938 г. – Ищван Сабо, унгарски кинорежисьор
- 1938 г. – Елке Ерб, немска писателка († 2024 г.)
- 1939 г. – Марек Яновски, полски диригент
- 1941 г. – Кънчо Аврамов, български скулптор († 2011 г.)
- 1950 г. – Сибил Шепърд, американска киноактриса
- 1950 г. – Джон Хюз, американски режисьор († 2009 г.)
- 1954 г. – Джон Траволта, американски актьор
- 1963 г. – Андерс Фриск, шведски футболен съдия
- 1964 г. – Мат Дилън, американски актьор
- 1965 г. – Доктор Дре, американски рапър
- 1967 г. – Магърдич Халваджиян, български режисьор
- 1967 г. – Роберто Баджо, италиански футболист
- 1968 г. – Моли Рингуалд, американска актриса
- 1971 г. – Хайди Марк, американска актриса
- 1974 г. – Евгени Кафелников, руски тенисист
- 1974 г. – Радек Черни, чешки футболист
- 1975 г. – Гари Невил, английски футболист
- 1975 г. – Христо Живков, български актьор († 2023 г.)
- 1977 г. – Хелги Гретаршон, исландски шахматист
- 1978 г. – Виктория Хил, австралийска актриса
- 1981 г. – Андрей Кириленко, руски баскетболист
- 1987 г. – Висенте Гуаита, испански футболист
- 1992 г. – Логан Милър, американски актьор
- 1994 г. – Давид Дяков, български музикант
- 1994 г. – Джей Хоуп, южнокорейски рапър, танцьор, певец и композитор.

## Починали
- 1139 г. – Ярополк II, княз на Киевска Рус (* 1082 г.)
- 1405 г. – Тимур, монголски и тюркски пълководец (* 1336 г.)
- 1455 г. – Фра Анджелико, италиански художник (* ок. 1395)
- 1546 г. – Мартин Лутер, германски религиозен реформатор (* 1483 г.)
- 1564 г. – Микеланджело Буонароти, италиански художник и скулптор (* 1475 г.)
- 1851 г. – Карл Густав Якоби, германски математик (* 1804 г.)
- 1873 г. – Васил Левски, български революционер, национален герой (* 1837 г.)
- 1890 г. – Дюла Андраши, унгарски политик (* 1823 г.)
- 1902 г. – Кузман Стефов, български революционер (* 1875 г.)
- 1915 г. – Стоян Новакович, сръбски учен и политик (* 1842 г.)
- 1927 г. – Йордан Дуяков, български революционер (* ? г.)
- 1940 г. – Пиеро Аригони, италиански архитект (* 1856 г.)
- 1942 г. – Цоньо Калчев, български писател (* 1870 г.)
- 1944 г. – Ерик Уотърс, войник от Британската армия (* 1913 г.)
- 1947 г. – Георги Райчев, български писател (* 1882 г.)
- 1956 г. – Гюстав Шарпантие, френски композитор (* 1860 г.)
- 1957 г. – Хенри Ръсел, американски астроном (* 1877 г.)
- 1967 г. – Робърт Опенхаймер, американски физик, „баща“ на атомната бомба (* 1904 г.)
- 1973 г. – Станимир Лилянов, български писател (* 1896 г.)
- 1973 г. – Франк Кастело, италиански и американски мафиот (* 1891 г.)
- 1974 г. – Мануел Одрия, президент на Перу (* 1897 г.)
- 1978 г. – Михаил Арнаудов, български учен (* 1878 г.)
- 1982 г. – Живко Ошавков, български социолог (* 1913 г.)
- 1986 г. – Георги Дзивгов, български преводач (* 1903 г.)
- 1997 г. – Пантелей Зарев, български литературен теоретик (* 1911 г.)
- 2001 г. – Балтюс, френски художник от полски произход – модернист (* 1908 г.)
- 2001 г. – Георги Минчев, български певец и музикант (* 1943 г.)
- 2004 г. – Жан Руш, френски режисьор и антрополог (* 1917 г.)
- 2007 г. – Георги Баев, български художник (* 1924 г.)
- 2014 г. – Спас Райкин, български историк (* 1922 г.)
- 2016 г. – Пантелис Пантелидис, гръцки изпълнител, текстописец и композитор (* 1983 г.)
- 2018 г. – Павел Панов, футболист на Левски (София) и националния отбор на България (* 1950 г.)
- 2023 г. – Петър Жеков, български футболист (* 1944 г.)

## Празници
- Гамбия – Ден на независимостта (1965 г.)
- Дания(града на Авиша) – Карнавален ден „Фастелавн“
- Непал – Ден на мъчениците (национален празник)